# كولن غراهام (كاتب)
كولن غراهام (بالإنجليزية: Colin Graham)‏ هو كاتب وملحن ومخرج بريطاني، ولد في 22 سبتمبر 1931 في هوف في المملكة المتحدة، وتوفي في 6 أبريل 2007 في سانت لويس في الولايات المتحدة.

## وصلات خارجية
- كولن غراهام على موقع IMDb (الإنجليزية)
- كولن غراهام على موقع ميوزك برينز (الإنجليزية)
- كولن غراهام على موقع ديسكوغز (الإنجليزية)